# Volvo S60
La Volvo S60 è una berlina medio-alta prodotta dalla casa automobilistica svedese Volvo. L'autovettura possiede una carrozzeria a quattro porte e cinque posti e le linee esterne la pongono nel segmento D.
La prima generazione è stata introdotta nel 2000, la seconda nel 2010 e la terza è stata introdotta nel 2018.

## Prima serie (2000-2009)
Questa berlina venne chiamata pubblicitariamente ReVolvolution per sottolineare il cambio di immagine rispetto ai modelli Volvo precedenti che privilegiavano soprattutto la comodità e l'impressione di solidità e sicurezza. Con questa vettura la casa intendeva attrarre anche il pubblico che predilige il carattere sportivo.

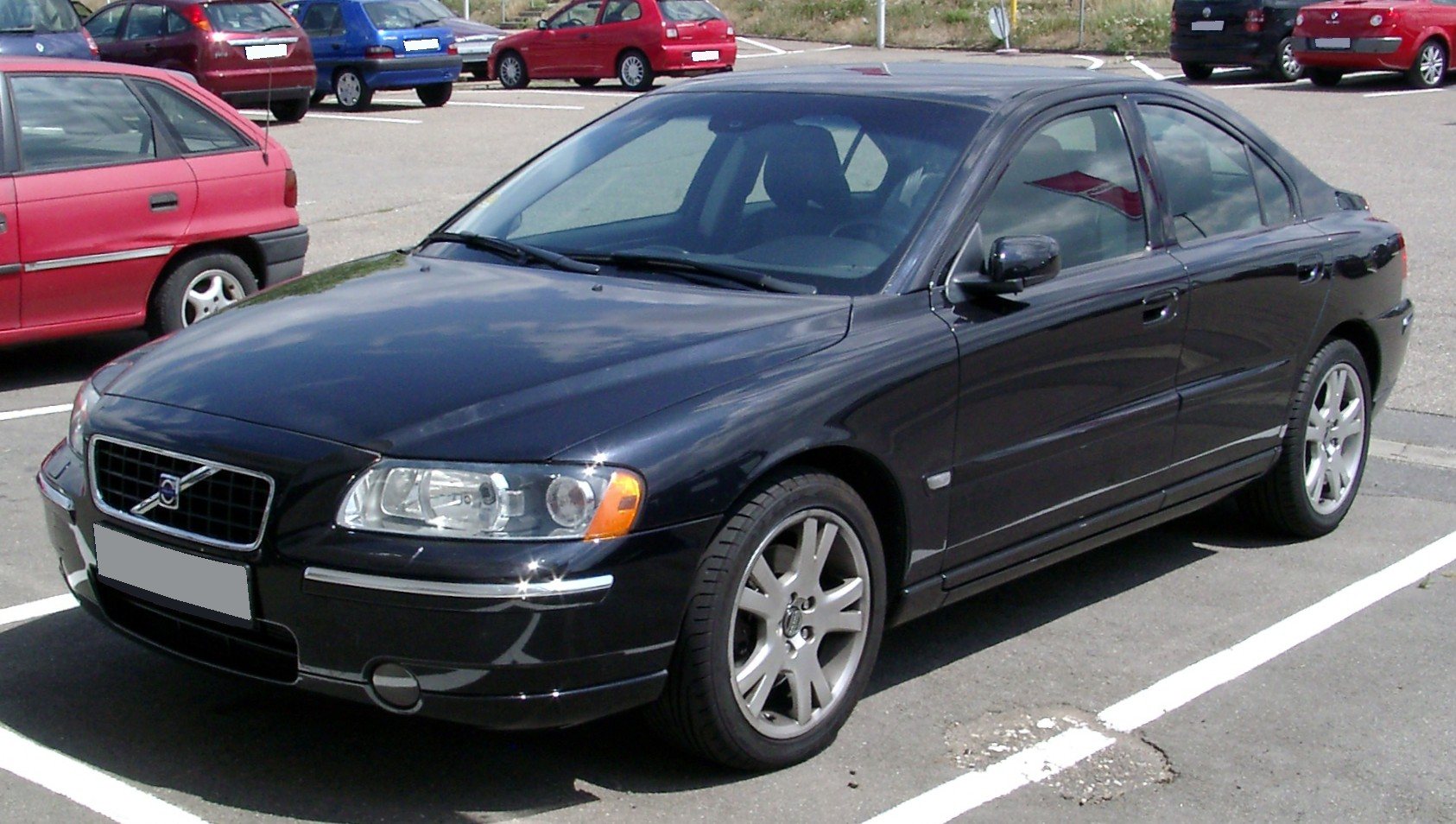
Il frontale di una Volvo S60 dopo il restyling del 2005

Una linea quasi da coupé, dei motori prestanti, tra cui il primo propulsore a gasolio progettato da Volvo, il Volvo D5, la rendevano un'alternativa ai pari modelli delle altre case tedesche ed inglesi. Si voleva confrontare in particolare con le BMW Serie 3, le Mercedes-Benz Classe C e le Audi A4.
Confronto in famiglia, in quanto Volvo e Jaguar appartenevano entrambe al gruppo Ford, era invece quello tra la Volvo S60 e la Jaguar X-Type.
Come la sorella maggiore S80, la S60 è basata sulla piattaforma realizzata e progettata interamente da Volvo denominata Piattaforma P2.
Sotto il punto di vista della sicurezza automobilistica è stata sottoposta al crash test dell'EuroNCAP nel 2001 riportando la classificazione di 4 stelle.
La produzione, che era effettuata negli stabilimenti belgi della casa svedese, ha avuto termine il 31 marzo 2009.

### La S60 R
Nel 2003, per tentare di inserirsi nella fascia di mercato delle berline sportive dominata dalla BMW M3 e dall'Audi S4, la Volvo produsse una versione speciale della S60, e cioè la R. 
Questa versione speciale era dotata di un propulsore derivato dal T5 della S60 di serie, al quale erano stati aggiunti un sistema turbo intercooler, un sistema di fasatura variabile anche in aspirazione e un leggero aumento di cilindrata che permetteva un incremento di potenza fino a 300 CV. Tale motore era abbinato ad un cambio manuale a sei marce o automatico Aisin a 5 rapporti con convertitore di coppia.
Il design della R era sostanzialmente invariato rispetto alla versione standard, fatta eccezione per un piccolo spoiler posteriore (optional) posto sul bagagliaio che aumentava la deportanza aerodinamica e un paraurti anteriore che permetteva un maggiore flusso d'aria ai radiatori.
La dotazione standard della vettura, oltre al propulsore potenziato, prevedeva il cruise control, freni Brembo a quattro pistoncini, interni in pelle, cerchi da 18 pollici in lega a 5 razze Pegasus e un sistema denominato Four C (Continuously Controlled Chassis Concept).
Tale sistema prevedeva 3 diverse modalità: Comfort; Sport; Advanced. La prima modalità regolava le sospensioni e la potenza trasmessa dal motore per la guida in strada, l'ultima impostava il tutto per l'uso su pista della vettura. La realizzazione del Four C è stata curata dalla Volvo in collaborazione con la Ohlins Racing AB e il produttore di ammortizzatori Monroe.
Durante il test effettuato da Top Gear su questo modello, è stata riscontrata non solo una notevole comodità di guida ma anche un'evidente inferiorità rispetto alla BMW M3 in fatto di prestazioni.

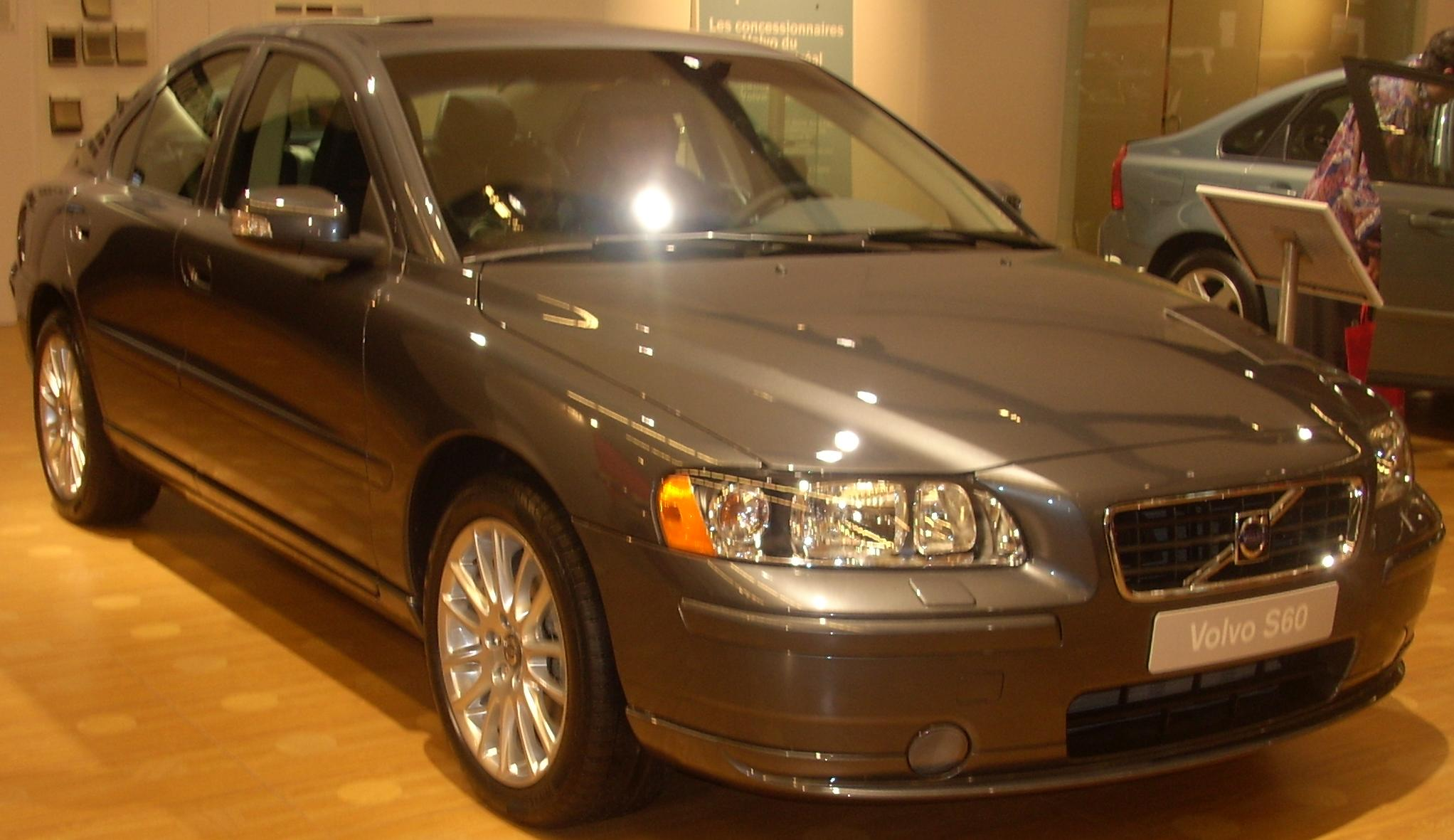
Volvo S60 Style (2007-2009)

### Restyling
Nel 2005 venne presentato il restyling, la linea venne lasciata invariata se non per un facelift anteriore che comprendeva i nuovi fari con rivestimento in policarbonato anziché in vetro, i fascioni dei paraurti vennero separati andando a formare 4 paraspigoli  e verniciati anziché essere lasciati in plastica grezza, gli indicatori di direzione laterali fino al 2007 rimasero inseriti nei fianchetti per poi essere trasferiti sullo specchio retrovisore con l'ultima versione  denominata Style, rimasta in listino fino alla fine della produzione nel 31 Marzo 2009 e riconoscibile per via dei paraurti e minigonne con appendici supplementari installate nel lato inferiore.

### Motori
Condivideva gran parte dei motori con la variante station wagon (V70 serie 2), tra cui: il 2.4 a 5 cilindri alimentato a benzina in grado di erogare 170 CV a 5900 g/min e 230 Nm a 4500 g/min, noto per le sue doti di elasticità e ripresa già dai giri più bassi, un altro propulsore è il 2.4 a 5 cilindri alimentato a gasolio capace di erogare 163 CV a 4000 giri/min.
Il 2.4T a benzina da 200 CV, è un propulsore dotato di un turbocompressore a bassa pressione che permette una coppia simile a quella di un motore diesel (285Nm) da 1750 g/min fino a 5000 g/min mantenendo però un'ottima risposta anche a regimi dove la turbina non è ancora operativa.
Il motore 2.0 da 180 CV ha una ridotta coppia fino a 2000 giri/min, quando non è apprezzabile la resa del turbocompressore, la lacuna viene colmata riuscendo poi ad erogare 240 Nm dai 2000 ai 5800 giri/min, questa variante a differenza della versione 2.4T 200 CV è dotata di una turbina ad alta pressione.

### Riepilogo versioni
| Cilindrata | Tipo                             | Potenza | 0–100 km/h | Vel. Max. km/h | Consumo medio l/100 |
| 2.0 T 20V  | benzina                          | 180cv   | 8,8 s      | 225            | 9,2                 |
| 2.4 20V    | benzina / benzina + gpl o metano | 140cv   | 10,2 s     | 210            | 8,6                 |
| 2.4 20V    | benzina                          | 170cv   | 8,7 s      | 225            | 8,9                 |
| 2.4T 20V   | benzina                          | 200cv   | 7,6 s      | 230            | 9.1                 |
| 2.4 T5     | benzina                          | 260cv   | 6,5 s      | 250            | 9,3                 |
| 2.5 T      | benzina                          | 210cv   | 7,0 s      | 235            | 9,1                 |
| 2.5 R      | benzina                          | 300cv   | 5,7 s      | 250            | 10,5                |
| 2.4d 20V   | diesel                           | 131cv   | 11,9 s     | 200            | 6,4                 |
| 2.4 D5 20V | diesel                           | 163cv   | 9,2 s      | 210            | 6,6                 |
| 2.4 D5 20V | diesel                           | 185cv   | 8,2 s      | 230            | 6,6                 |

## Seconda serie (2010-2018)
La seconda generazione di Volvo S60 debutta in veste definitiva al Salone dell'automobile di Ginevra 2010 ma viene anticipata da un prototipo esposto l'anno precedente al Salone dell'automobile di Detroit.

### Il prototipo esposto nel 2009

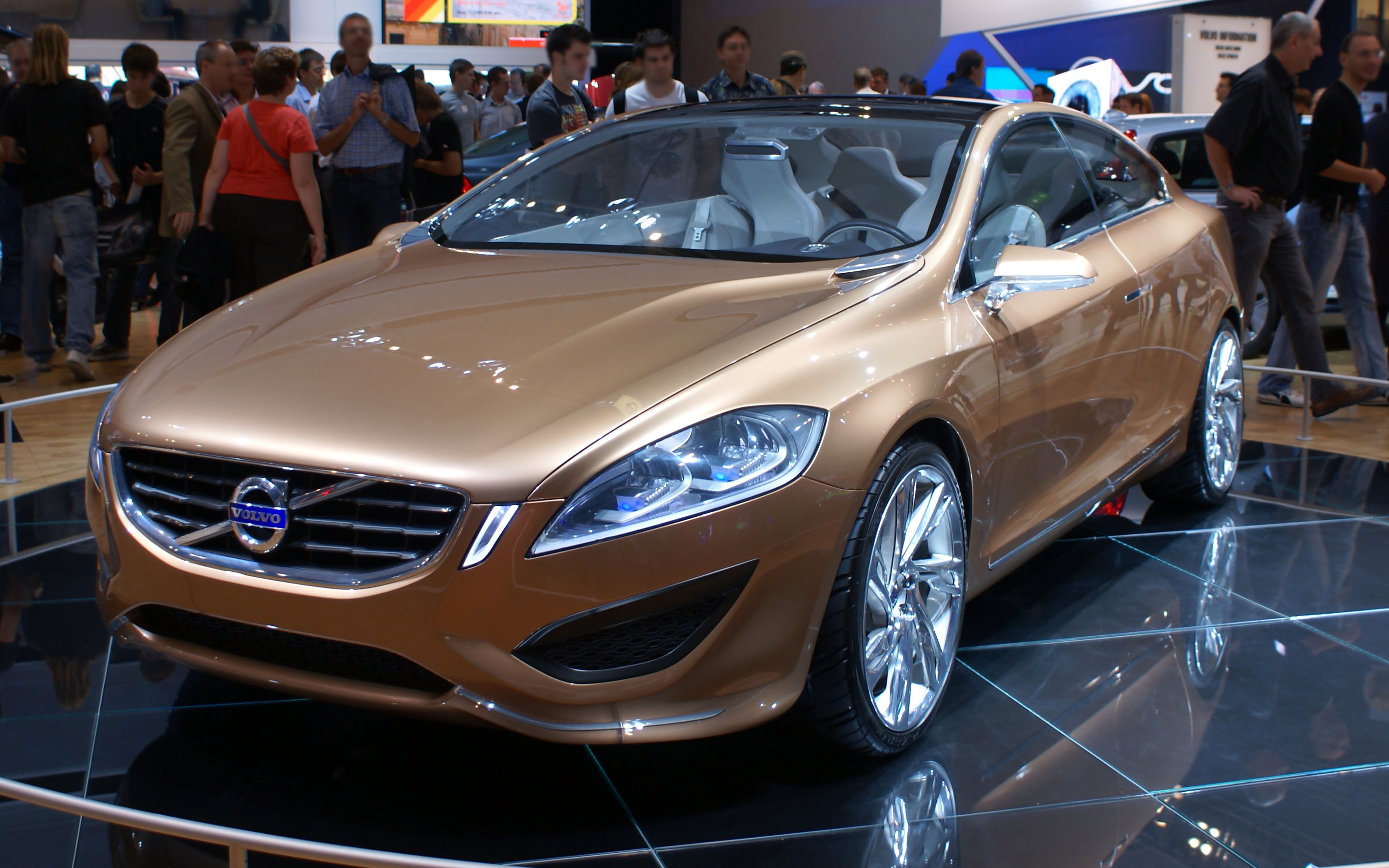
Volvo S60 concept car presentata nel 2009

La concept car venne realizzata dalla Volvo sul telaio con passo accorciato dell'ammiraglia S80 (la piattaforma Y20 utilizzata anche dalla V70 e dalla XC60), la carrozzeria verniciata in color oro possedeva un design in stile coupé e quattro porte apribili ad armadio (suicide doors). Il design segue il family feeling introdotto dalla XC60, in cui le forme sportive e curve dell'auto si abbinano ad un frontale basso e sportivo e ad una coda corta; i fanali della S60 concept erano allo xeno con LED che disegnavano una nave vichinga mentre l'ambiente interno era realizzato in pelle bianca con inserti in alluminio e tunnel centrale in cristallo. Tra i dispositivi tecnologici la concept disponeva del Collision Mitigation Warning in grado di frenare energicamente nel caso ci fosse un pedone di fronte alla vettura, grazie ad un radar a modalità duale sistemato nella calandra e una telecamera posizionata dietro lo specchietto retrovisore interno; accanto a questo sistema di frenata automatica, il prototipo disponeva anche dell'head-up e del cruise control. Il motore era il 1.6 turbo a benzina con iniezione diretta facente parte della famiglia Ford EcoBoost, erogante 180 cavalli con distribuzione a 16 valvole, sistema Stop&Start con funzione DRIVe Mode e cambio robotizzato a doppia frizione in grado di far emettere al prototipo 119 grammi di anidride carbonica al km.

### Il modello definitivo

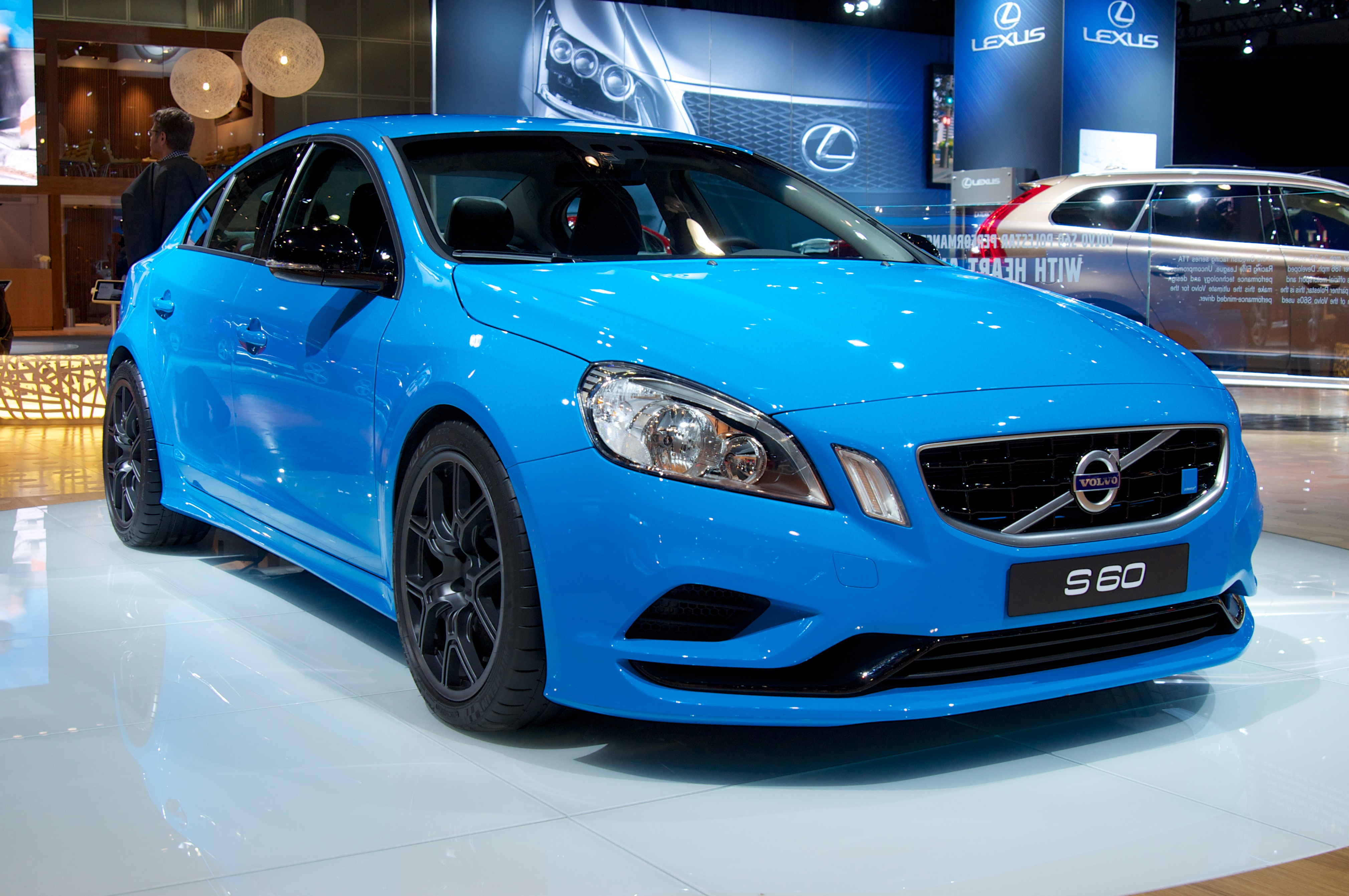
S60 Polestar

La S60 viene prodotta in serie a partire dal 2010 riprendendo gran parte degli elementi caratteristici del prototipo, ovvero il design della carrozzeria, meno affusolato ma sempre sportivo con stilemi da coupé a quattro porte (ad apertura tradizionale), frontale basso, fanali a Led con frecce sdoppiate, calandra di dimensioni ridotte con marchio circolare Volvo a bande cromate oblique, prese d'aria a nido d'ape. La fiancata si basa su una profonda nervatura che risale verso la corda, vetratura laterale sottile con bordi cromati. La coda possiede uno spoiler formato dal cofano del bagagliaio, fanaleria a led che comprende la zona porta targa, terminali di scarico cromati, prese d'aria nei paraurti.
Gli interni sono realizzati con plastiche di qualità maggiore rispetto alla precedente serie ,con la plancia orientata verso il guidatore e la console centrale viene rivestita in grafite brillante oppure legno.
L'avviamento è a pulsante tramite scheda magnetica, la strumentazione integra il computer di bordo.
Il pianale Y20 viene ripreso dalla concept car con motore in posizione anteriore trasversale: sfrutta un'architettura meccanica a trazione anteriore con sospensioni a quattro ruote indipendenti di cui l'anteriore configurato secondo lo schema MacPherson con la barra stabilizzatrice mentre il retrotreno adotta il multilink a cinque bracci sempre con barra stabilizzatrice. L'impianto frenante viene composto da quattro dischi auto ventilati. Sulle versioni più potenti è disponibile anche la trazione integrale.
Nel 2013, come tutta la gamma (ad eccezione della V40 e della XC90) viene sottoposta a un restyling che cambia i paraurti e altri dettagli.

### Motorizzazioni

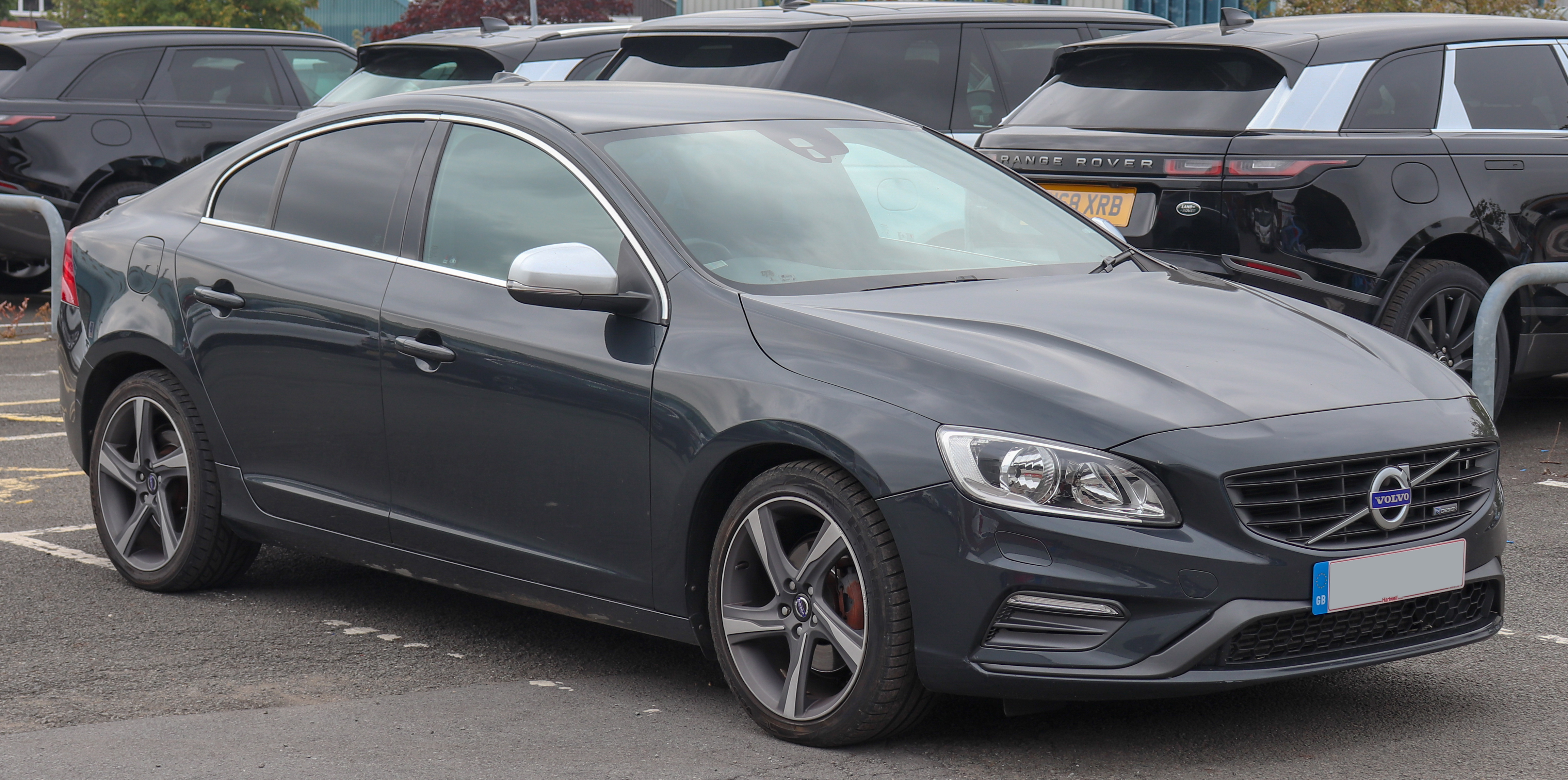
S60 R-Design Restyling

I motori disponibili dal lancio sono quattro tutti turbocompressi ed omologati Euro 5: il motore 2,0 litri a benzina GTDi sfrutta l'iniezione diretta della benzina ad alta pressione, turbocompressore e fasatura variabile delle valvole, il basamento è in ghisa ed eroga 203 cavalli a 6.000 giri al minuto con una coppia massima di 300 N·m a 1.750 giri al minuto. Abbinato alla trazione anteriore il 2.0T è disponibile sia con cambio manuale a sei rapporti che con robotizzato a doppia frizione Powershift a sei rapporti. La versione con cambio manuale permette uno scatto da 0 a 100 in 7,7 secondi mentre la robotizzata Powershift scatta in 8,2 secondi. La velocità di punta è pari a 235 per la manuale e di 230 per la robotizzata Powershift. La 2.0T emette da 184 a 188 grammi di anidride carbonica.
Il motore benzina al top di gamma è il 3,0 litri T6 con architettura 6 cilindri in linea, iniezione elettronica, fasatura variabile, turbo bi-rotore e basamento in ghisa. La distribuzione è a quattro valvole per cilindro. Eroga 304 cavalli a 5.400 giri al minuto per una coppia massima di 440 N·m a 2.100 giri al minuto. Il T6 è abbinato esclusivamente alla trazione integrale (AWD) e al cambio automatico sequenziale Geartronic a sei rapporti. La velocità di punta è di 250 con uno scatto da 0 a 100 registrato dalla casa in 6,5 secondi. La T6 emette 231 grammi di anidride carbonica.
La gamma diesel si compone di due cinque cilindri: il più piccolo è un 2,0 litri denominato D3 realizzato completamente in alluminio con distribuzione a quattro valvole per cilindro, filtro attivo anti particolato e turbocompressore a geometria variabile. Eroga 163 cavalli a 3.000 giri al minuto con una coppia massima di 400 N·m a 1.400 giri al minuto. Abbinato alla trazione anteriore è disponibile sia con cambio manuale a sei rapporti che automatico sequenziale Geartronic a sei rapporti con modalità Sport che riduce i tempi di cambiata manuale. La velocità massima dichiarata è di 220 per la D3 manuale mentre scende a 215 nella versione Geartronic, lo scatto da 0 a 100 resta invariato tra la manuale e l'automatica nel valore di 9,2 secondi. Le emissioni sono contenute in 134 grammi di CO2 emessi per km nella versione Geartronic e in 137 grammi emessi per km nella versione manuale.
Il diesel più grande è il 2,4 litri denominato D5 sempre in alluminio con distribuzione a quattro valvole per cilindro e doppio turbocompressore a geometria variabile. La potenza massima di 205 cavalli viene erogata a 4.000 giri al minuto mentre la coppia massima di 420 N·m è disponibile a 1.500 giri al minuto. Il D5 biturbo è abbinato alla trazione anteriore oppure alla integrale ed è disponibile sia con cambio manuale a sei rapporti che automatico sequenziale a sei rapporti Geartronic, l'integrale invece è disponibile solo con trasmissione automatica Geartronic. La velocità massima dichiarata è di 235 per la manuale, 230 per l'automatica e di 225 per la versione a trazione integrale. L'accelerazione da 0 a 100 varia dai 7,8 secondi fino agli 8,1 della AWD. Le emissioni di anidride carbonica vengono contenute rispettivamente in 144 grammi per km nella D5 manuale e in 169 grammi per km per le Geartronic (sia a trazione anteriore che integrale). La vettura è inoltre dotata di filtro anti particolato.
Dal 2015 tutti i motori sono sostituiti con la nuova famiglia VEA, esclusivamente 4 cilindri dalla cilindrata di 1969 cm³. Essi vengono equipaggiati in molteplici versioni sia benzina che diesel quali le T5 e T6 Drive-E, le D2/D3/D4/D5 e la sportiva Polestar 2.0 AWD.

### Riepilogo versioni
| Modello                     | Disponibilità | Motore                       | Cilindrata cm³ | Potenza         | Coppia max               | Emissioni CO2 (g/Km) | 0–100 (secondi) | Velocità max (Km/h) | Consumo medio (Km/l) |
| 1.6 T3                      | 2011-2018     | 4 cilindri in linea, Benzina | 1.596          | 110 kW (150 CV) | 240 N⋅m @1.600 giri/min  | 160                  | 9.5             | 210                 | 15.2                 |
| 1.6 T4                      | 2011-2018     | 4 cilindri in linea, Benzina | 1.596          | 132 kW (179 CV) | 240 N⋅m @1-600 giri/min  | 160                  | 8.3             | 225                 | 15.2                 |
| 2.0T manuale                | 2010-05/2011  | 4 cilindri in linea, Benzina | 1.999          | 149 kW (203 CV) | 300 N·m @1.750 giri/min  | 184                  | 7.7             | 235                 | 12.7                 |
| 2.0T Powershift             | 2010-05/2011  | 4 cilindri in linea, Benzina | 1.999          | 149 kW (203 CV) | 300 N·m @1.750 giri/min  | 188                  | 8.2             | 230                 | 12.5                 |
| 2.0 T5                      | 2011-11/2013  | 4 cilindri in linea, Benzina | 1.999          | 177 kW (240 CV) | 320 N·m @1.800 giri/min  | 184                  | 7.3             | 250                 | 12.6                 |
| 2.0 T5 Drive-E              | 2014-2018     | 4 cilindri in linea, Benzina | 1.969          | 180 kW (245 CV) | 350 N·m @1.500 giri/min  | 137                  | 6.3             | 230                 | 17.0                 |
| 2.5 T5 AWD                  | 2013-2015     | 5 cilindri in linea, Benzina | 2.497          | 187 kW (254 CV) | 360 N·m @1.800 giri/min  |                      | 6.7             | 250                 | 11.9                 |
| 3.0 T6 AWD Geartronic       | 2011-2015     | 6 cilindri in linea, Benzina | 2.953          | 224 kW (305 CV) | 440 N·m @2.100 giri/min  | 231                  | 5.9             | 250                 | 10.1                 |
| 2.0 T6 AWD Geartronic       | 2016-2018     | 4 cilindri in linea, Benzina | 1.969          | 225 kW (306 CV) | 400 N⋅m @ 2.100 giri/min | 161                  | 5.9             | 250                 | 14.5                 |
| 3.0 Polestar AWD Geartronic | 2014-2016     | 6 cilindri in linea, Benzina | 2.953          | 258 kW (351 CV) | 500 N⋅m @ 2.100 giri/min | 231                  | 4.9             | 250                 | 10.1                 |
| 2.0 Polestar AWD Geartronic | 2017-2018     | 4 cilindri in linea, Benzina | 1.969          | 270 kW (367 CV) | 470 N·m @3.100 giri/min  | 179                  | 4.7             | 250                 | 12.1                 |
| 1.6 D2                      | 2011-2015     | 4 cilindri in linea, Diesel  | 1.560          | 84 kW (114 CV)  | 270 N⋅m @1.750 giri/min  | 114                  | 10.9            | 195                 | 23.2                 |
| 2.0 D2                      | 2015-2018     | 4 cilindri in linea, Diesel  | 1.969          | 88 kW (120 CV)  | 280 N⋅m @1.500 giri/min  | 96                   | 11.2            | 195                 | 26.3                 |
| 2.0 D3                      | 2012-2015     | 5 cilindri in linea, Diesel  | 1.984          | 100 kW (136 CV) | 350 N⋅m @1.500 giri/min  | 114                  | 10.2            | 205                 | 23.2                 |
| 2.0 D3                      | 2015-2018     | 4 cilindri in linea, Diesel  | 1.969          | 110 kW (150 CV) | 320 N⋅m @1.750 giri/min  | 99                   | 9.0             | 215                 | 25.6                 |
| 2.0 D3/D4 manuale           | 2010-2013     | 5 cilindri in linea, Diesel  | 1.984          | 120 kW (163 CV) | 400 N·m @1.400 giri/min  | 137                  | 9.2             | 220                 | 20.4                 |
| 2.0 D3/D4 Geartronic        | 2010-2013     | 5 cilindri in linea, Diesel  | 1.984          | 120 kW (163 CV) | 400 N·m @1.400 giri/min  | 134                  | 9.2             | 215                 | 18.1                 |
| 2.0 D4                      | 2015-2018     | 4 cilindri in linea, Diesel  | 1.969          | 133 kW (181 PS  | 400 N⋅m @1.750 giri/min  | 99                   | 7.4             | 230                 | 25.6                 |
| 2.4 D5 manuale              | 2010-2014     | 5 cilindri in linea, Diesel  | 2.400          | 158 kW (215 CV) | 440 N·m @1.500 giri/min  | 144                  | 7.6             | 235                 | 21.3                 |
| 2.4 D5 Geartronic           | 2010-2014     | 5 cilindri in linea, Diesel  | 2.400          | 158 kW (215 CV) | 440 N·m @1.500 giri/min  | 169                  | 7.7             | 230                 | 15.6                 |
| 2.4 D5 AWD Geartronic       | 2010-2014     | 5 cilindri in linea, Diesel  | 2.400          | 158 kW (215 CV) | 440 N·m @1.500 giri/min  | 169                  | 8.0             | 225                 | 15.1                 |
| 2.0 D5                      | 2015-2018     | 4 cilindri in linea, Diesel  | 1.969          | 165 kW (224 CV) | 470 N⋅m @1.750 giri/min  | 119                  | 6.4             | 230                 | 22.2                 |
| 2.0 D5 AWD Geartronic       | 2015-2018     | 4 cilindri in linea, Diesel  | 1.969          | 165 kW (224 CV) | 470 N⋅m @1.750 giri/min  | 119                  | 6.7             | 225                 | 18.2                 |

## Terza serie (2018-)
La terza generazione di S60 è stata annunciata il 20 giugno 2018, quando Volvo ha aperto il suo nuovo stabilimento a Charleston, nel Sud Carolina. L'auto è prodotta negli Stati Uniti e, a differenza della V60, la berlina non sarà offerta con un motore diesel. Le vendite in Europa sono iniziate nei primi mesi del 2019.
Al lancio ci sono tre allestimenti: il T5, che dispone di un quattro cilindri turbo da 2,0 litri da 252 cavalli, il T6, con un quattro cilindri da 2,0 litri che è sovralimentato mediante turbo e compressore volumetrico (che lavora dal regime minimo fino a 3000 giri) da 318 cavalli a trazione integrale; e il T8, un ibrido plug-in variante ad alte prestazioni che combina un quattro cilindri e un motore elettrico nella parte posteriore, dalla potenza totale di 400 cavalli scaricati su tutte e quattro le ruote.
La terza serie è stata sottoposta ai crash test dell'Euro NCAP ottenendo il risultato di 5 stelle.